# Ruprechtov
Ruprechtov (in tedesco Ruprecht) è un comune della Repubblica Ceca facente parte del distretto di Vyškov, in Moravia Meridionale.